# Dalton (Misuri)
Dalton es un pueblo ubicado en el condado de Chariton en el estado estadounidense de Misuri. En el Censo de 2010 tenía una población de 17 habitantes y una densidad poblacional de 36,26 personas por km².

## Geografía
Dalton se encuentra ubicado en las coordenadas 39°23′51″N 92°59′31″O / 39.39750, -92.99194. Según la Oficina del Censo de los Estados Unidos, Dalton tiene una superficie total de 0.47 km², de la cual 0.47 km² corresponden a tierra firme y (0%) 0 km² es agua.

## Demografía
Según el censo de 2010, había 17 personas residiendo en Dalton. La densidad de población era de 36,26 hab./km². De los 17 habitantes, Dalton estaba compuesto por el 70.59% blancos, el 29.41% eran afroamericanos, el 0% eran amerindios, el 0% eran asiáticos, el 0% eran isleños del Pacífico, el 0% eran de otras razas y el 0% pertenecían a dos o más razas. Del total de la población el 0% eran hispanos o latinos de cualquier raza.